# 향남문화재단
향남문화재단은 남도의 정신세계와 전통 문화․예술이 바르게 계승되어 통일 조국의 대화합을 이뤄내는 자산으로 길이 남게 할 문화․예술 사업의 진흥과 우수한 인재의 발굴, 육성을 재정적으로 지원하고 연구함을 목적으로 2007년 12월 11일 설립된 문화체육관광부 소관의 재단법인이다. 사무실은 전라남도 순천시 서면 운평길 80 (향남원)에 있다.

## 주요 사업
- 남도인의 이념에 대한 연구 및 남도 이미지의 제고 방안 연구
- 남도 지역사 연구
- 인재육성, 예술창작활동 지원, 전통 문화․예술의 계승 등